# Credit- und Volksbank
Die Credit- und Volksbank eG war eine deutsche Genossenschaftsbank mit Hauptsitz in Wuppertal. Das Geschäftsgebiet erstreckte sich von Wuppertal über Schwelm, Mettmann, Wülfrath und Velbert. 2017 fusionierte sie mit der Volksbank Remscheid-Solingen zur Volksbank im Bergischen Land eG.

## Geschichte
Die Credit- und Volksbank eG ging aus der Volksbank Wuppertal e.G.m.b.H hervor. Als Gründungsjahr gilt 1869. Damit gehörte die Bank zu den ältesten Genossenschaftsbanken Deutschlands.

## Organisationsstruktur
Im Verbundgeschäft arbeitete die Credit- und Volksbank eG mit der DZ Bank, R+V Versicherung, TeamBank, Bausparkasse Schwäbisch Hall, DZ Hyp, VR Leasing und Union Investment zusammen.